# Arhopala khamti
Arhopala khamti är en fjärilsart som beskrevs av William Doherty 1891. Arhopala khamti ingår i släktet Arhopala och familjen juvelvingar. Inga underarter finns listade i Catalogue of Life.